# 사회학적 여성화
여성화의 요인 중 사회학적 요인에 의한 여성화가 있다. 이는 신체가 여성화되는 것이 아니라, 전통적으로 여성이 맡아오던 역할을 남성이 맡는 경우이다. 직업 또는 행동 등 여러 면에서 나타나는 현상이다.

## 사회학적 여성화의 원인
성장 과정 등에서 주변에 여자가 많았을 경우, 여성화 경향이 있다. 근래 들어서 양성평등 풍토가 뿌리내리면서 성 역할의 경계가 희미해지는 추세인 점과 관련이 있다.